# Euphyia viettei
Euphyia viettei är en fjärilsart som beskrevs av Claude Herbulot 1966. Euphyia viettei ingår i släktet Euphyia och familjen mätare. Inga underarter finns listade i Catalogue of Life.